# Jania micrarthrodia
Jania micrarthrodia J.V. Lamouroux, 1816  é o nome botânico de uma espécie de algas vermelhas pluricelulares do gênero Jania.
- São algas marinhas encontradas na África, Ásia, Austrália, Nova Zelândia, ilhas do Pacífico e Índico.

## Sinonímia
- Jania antennina Kützing, 1843
- Jania tenuissima Sonder, 1848
- Jania micrarthrodia var. ß antennina (Kützing) Areschoug, 1852
- Jania micrarthrodia var. alpha tenuissima (Sonder) Areschoug, 1852
- Corallina constricta Kützing, 1858
- Corallina antennina (Kützing) Kützing, 1858
- Corallina tenuissima (Sonder) Kützing, 1858
- Jania micrarthrodia var. tenuissima (Sonder) Sonder, 1880
- Corallina micrarthrodia (Lamouroux) Reinbold, 1899
- Jania micrarthrodia f. antennina (Kützing) Yendo, 1905